# Sint-Jozefkerk (Jupille)

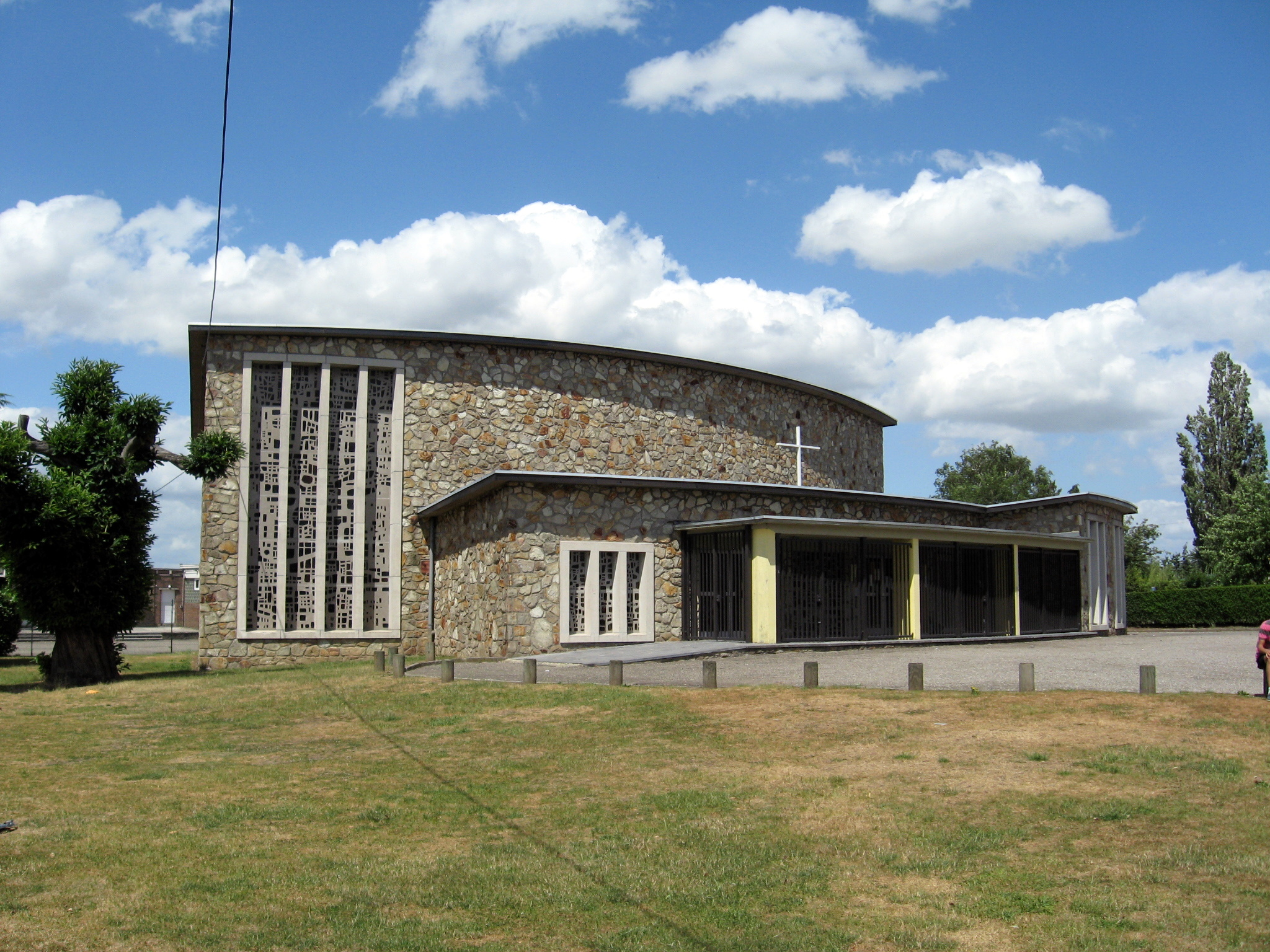
Sint-Jozefkerk

De Sint-Jozefkerk (Église Saint-Joseph) is een parochiekerk in de tot de gemeente Luik behorende stad Jupille-sur-Meuse, gelegen aan de Rue des Pocheteux 142 in de buurtschap Les Bruyères.
Het betreft een zaalkerk in modernistische stijl, op driehoekige plattegrond, met het koor in de punt van de driehoek. De kerk is gebouwd in blokken van arkose.